# Leelanau Peninsula AVA
Leelanau Peninsula AVA (anerkannt seit dem 30. März 1982) ist ein Weinbaugebiet im US-Bundesstaat Michigan. Das Gebiet erstreckt sich über das gesamte Verwaltungsgebiet von  Leelanau County.
Das Leelanau County formt eine Halbinsel zwischen dem Michigansee im Westen  und der Bucht Grand Traverse Bay im Osten. Das generell kalte Klima der Region wird durch die Wassermassen moderiert. Dennoch ist die Frostgefahr latent und während 145 Tagen im Jahr sinkt das Thermometer unter den Gefrierpunkt. 
Der Boden besteht aus sandigen, tonigen und lehmigen Ablagerungen frühzeitlicher Gletscher, die auf einem Sockel aus Kalkstein und Granit ruhen.